# Lilitt Bollinger
Lilitt Bollinger (* 1970 in Urdorf) ist eine Schweizer Architektin und Gastprofessorin.

## Werdegang
Lilitt Bollinger studierte von 1990 bis 1996 an der Schule für Gestaltung Basel und machte 1993 ein Auslandssemester an der Ecole d’Art Perpignan. Zwischen 2007 und 2010 studierte sie Architektur an der ETH Zürich und praktizierte bei Morger Dettli in Basel. Von 2011 bis 2012 arbeitete Bollinger bei Kunz und Mösch und von 2012 bis 2013 bei Buchner Bründler. 2013 gründete sie ein eigenes Architekturbüro und 2019 folgte die Aufnahme in den BSA. Lilitt Bollinger wurde 2023 als Gastkritikerin von Uta Graff an die TU München eingeladen. Aktuell lehrt sie an der ETH Zürich.

## Bauwerke
Bollingers Bauten wurden von Ruedi Walti fotografiert.
- 2019: Wohnatelierhaus Altes Weinlager, Nuglar[2][3][4][5]
- 2016–2018: Umbau Kirschlager, Nuglar mit Buchner Bründler
- 2015–2016: Umbau Wohnhaus, Obstalden[6][7]
- 2014: Umbau Ferienwohnung Ebligen, Oberried am Brienzersee mit Alma Maki

## Auszeichnungen und Preise
- 2022: Auszeichnung guter Bauten im Kanton Solothurn für Wohnatelierhaus Altes Weinlager, Nuglar
- 2021: Region Nord – Prix Lignum für Wohnatelierhaus Altes Weinlager, Nuglar
- 2021: Nominierung – arc Award, Kategorie Transformation für Wohnatelierhaus Altes Weinlager, Nuglar
- 2020 3. Preis – ait award in der Kategorie Wohnen Multy-Family für Wohnatelierhaus Altes Weinlager, Nuglar
- 2019: Hase in Gold für Wohnatelierhaus Altes Weinlager, Nuglar
- 2018 1. Preis – Architekturpreis Farbe.Struktur.Oberfläche für Umbau Wohnhaus, Obstalden[8]
- 2016: 2. Preis – Foundation Award

## Filmografie und Interviews
- 2023: Frau und Sia zeigt das Wohnatelierhaus «altes Weinlager» von lilitt bollinger studio
- 2022: Conversation at the Rolex 07 - Presentation Lilitt Bollinger
- 2021: REGISTER 61 - LILITT BOLLINGER
- 2019: Neues Feingefühl II 2017[9]

## Bücher
- a.mag 29 Raphael Zuber I Roger Boltshauser I Lilitt Bollinger. 2022
- BUK ETHZ, Konstruktion 2021
- 2020 Schweizer Baudokumentation, 20/21
- Anthologie. Lilitt Bollinger. Nr. 43. Quart Verlag, Luzern 2020
- Der beste Umbau 2018 Archithema,
- Schweizweit, S AM, Christoph Merian Verlag, 2016